# Naturschutzgebiet Niederkamp und Mönchschall
Das Naturschutzgebiet Niederkamp und Mönchschall liegt auf dem Gebiet der Stadt Kamp-Lintfort im Kreis Wesel in Nordrhein-Westfalen. Das aus zwei Teilgebieten bestehende Gebiet erstreckt sich nordwestlich der Kernstadt Kamp-Lintfort und nordöstlich von Hoerstgen, einem Stadtteil von Kamp-Lintfort, zu beiden Seiten der Issumer Fleuth. Südlich verläuft die Landesstraße L 287 und südöstlich die B 510.

## Bedeutung
Für Kamp-Lintfort ist seit 2005 ein etwa 164 ha großes Gebiet unter der Kenn-Nummer WES-013 als Naturschutzgebiet ausgewiesen. 